# 조 듀마스
조 듀마스 3세(영어: Joe Dumars III, 1963년 5월 24일 ~ )는 미국의 농구 선수로 포지션은 슈팅 가드,  포인트 가드이다. 전미 농구 협회(NBA)의 팀인 디트로이트 피스턴스에서 14년 동안 활약하면서 두 번의 NBA 우승과 6번의 올스타 경력을 가졌으면 현 뉴올리언스 펠리컨스 부회장이다.

## 생애
미국 루이지애나주 슈리브포트에서 태어났다. 듀마스의 어머니 오필리아는 노스웨스턴 대학교 관리인이었으며, 아버지 조 듀마스 2세는 트럭 운전사였다.듀마스의 가족은 체육인] 가족이었으며, 듀마스의 어린 시절에는 농구가 싫어했던 스포츠였다. 그의 5명 형제들은 모두 내커터시 중앙 고등학교에서 미식축구 선수로 활약하였다. 그래서 그는 중학교 시절 때까지 미식축구 선수로 활약하였고, 후에 농구로 그의 방향을 바꾸었다.

## 선수 경력
맥니스 주립 대학교에 입학하여 4년동안 농구 선수로 뛰면서 1경기 평균 22.5점의 기록을 세웠다.
1985년 NBA 드래프트에 발탁되어 디트로이트 피스턴스에 입단하여 1999년까지 활약하였다. 1989년과 1990년 플레이오프에서 피스톤즈를 우승으로 이끌었으며, 1989년에 로스앤젤레스 레이커스를 4번이나 쓸어버리면서 결승전 MVP상을 수상하였다. 경력 동안에 올스타 팀에 6번, 올디펜시브 퍼스티팀에 4번이나 선정되었다. 14개의 시즌에서 16,401점의 총득점과 2,203개의 리바운드를 기록하였다. 그는 적극적인 경기를 벌이면서 팀의 "나쁜 녀석들"로 알려졌으나, 자신적으로는 조용하고 꼿꼿한 행동을 가지기로 알려졌다.

## 은퇴 후
1999년 은퇴한 후, 피스턴스의 단장이 되었다. 2000-01 시즌에서 농구 작전 회장을 지냈으며, 2002-03 시즌에서 팀장이 되었다. 그러고나서, 2004년 NBA 결승전에서 우승과 2005년 NBA 동부지역 경기에서 우승하는 데 이끌었다.